# Tomás Reñones
Pedro Tomás Reñones Crego (Santiago de Compostela, 1960. augusztus 9. –) spanyol válogatott labdarúgó.

## Pályafutása

### Klubcsapatban
Santiago de Compostelában született, Galiciában. Pályafutását is szülővárosa csapatában a Compostellában kezdte 1980-ban, de mindössze egy évig volt a klub játékosa. 1981-ben az Atlético Madrid második számú csapatához az Atlético Madrileñóhoz került, ahol három évig játszott. Az első csapatban 1984-ben mutatkozott be és egészen 1996-ig volt a klub játékosa. Összesen egy bajnoki címet, négy spanyol kupát és egy spanyol szuperkupát nyert az Atléticóval. 

### A válogatottban
1985 és 1989 között 19 alkalommal szerepelt a spanyol válogatottban. Egy Zaragozában rendezett Ausztria elleni barátságos mérkőzés alkalmával mutatkozott be 1985. november 20-án, amely 0–0-ás döntetlennel zárult. Részt vett az 1986-os világbajnokságon és az 1988-as Európa-bajnokságon.

## Sikerei, díjai
Atlético Madrid
- Spanyol bajnok (1): 1995–96
- Spanyol kupa (4): 1984–85, 1990–91, 1991–92, 1995–96
- Spanyol szuperkupa (1): 1985
- Kupagyőztesek Európa-kupája döntős (1): 1985–86

## Külső hivatkozások
- Tomás Reñones adatlapja a National-Football-Teams.com oldalon (angolul)

- Tomás Reñones (angol nyelven). eu-football.info
- Tomás Reñones (angol, katalán, spanyol nyelven). BDFutbol.com
- Tomás Reñones (német nyelven). kicker.de
- Tomás Reñones adatlapja a worldfootball.net oldalon (angolul)